# Menno Wigman
Menno Wigman (Beverwijk, 10 oktober 1966 – Amsterdam, 1  februari 2018) was een Nederlands dichter, bloemlezer, vertaler en drummer.

## Biografie
Wigman groeide op in Santpoort. Op het Gymnasium Felisenum in Velsen-Zuid kreeg hij, door het enthousiasme van zijn leraar Nederlands Lex ter Braak, belangstelling voor poëzie. Hij debuteerde jong: in 1985 verscheen Two poems, een door zijn leraar Oude talen, Willem Kramer, in kleine oplage gedrukt boekje met een linosnede van Lex ter Braak. Bij dezelfde marge-drukker, onder de naam Mercator Pers, zouden in de loop der jaren nog een zestal uitgaven verschijnen.
In 1984 verhuisde Wigman naar Amsterdam om Nederlands te studeren. In deze jaren publiceerde hij ook een dichtbundel in eigen beheer en gaf hij een literair eenmanstijdschrift uit, dat hij volschreef onder decadente pseudoniemen als Guillaume de Bazelaire en Arthur von Salis. Als bijbaantje werkte hij bij een hoofdstedelijk antiquariaat. Zijn scriptie gaat over de jonggestorven dichter Nico Slothouwer.
Zijn officiële debuut verscheen in 1997 onder de titel 's Zomers stinken alle steden. De bundel werd goed ontvangen en spoedig herdrukt. Vijf jaar later verscheen Zwart als kaviaar, waarvoor hij de Jan Campert-prijs kreeg. De eveneens herdrukte bundel Dit is mijn dag verscheen in 2004. In 2005 verbleef Wigman drie maanden als poet in residence in de psychiatrische instelling Willem Arntsz Hoeve in Den Dolder, waar hij een dagboek bijhield dat in 2006 gepubliceerd werd, bijzonder vormgegeven door Tessa van der Waals. De neerslag van dat verblijf is eveneens te vinden in de gedichtendagbundel De wereld bij avond. In maart 2009 verscheen De droefenis van copyrettes, een keuze uit zijn eigen werk. In januari 2012 verscheen Mijn naam is Legioen, welke bundel goede kritieken kreeg en binnen een maand tweemaal werd herdrukt. Op 26 januari volgde zijn benoeming voor twee jaar tot stadsdichter van Amsterdam. Werk van hem werd vertaald in onder andere het Engels, Duits en Frans. In 2013 werd Wigman genomineerd voor de VSB Poëzieprijs met de bundel 'Mijn naam is Legioen'.
Wigman was redacteur van het literaire tijdschrift Zoetermeer en was ook verbonden aan het tijdschrift Inkt! en de literaire bladen Awater en Kinbote. Hij vertaalde gedichten van Baudelaire, Thomas Bernhard, Else Lasker-Schüler, Gottfried Benn en Rilke en proza van Leopold Andrian en Gérard de Nerval.
In het werk van Menno Wigman was de dood vaak prominent aanwezig. Wigman behoorde vrijwel vanaf het begin tot de Amsterdamse afdeling van De Eenzame Uitvaart: dichters die een gedicht voorlezen op begrafenissen van mensen zonder familie of vrienden. Sommige van die gedichten belandden, al dan niet in bewerkte vorm, in zijn bundels, maar niet allemaal.
In 2014 kreeg hij te maken met ernstige gezondheidsproblemen. Zijn hart bleek beschadigd, waarschijnlijk door een reactie op een allergie in zijn jeugd. Wigman stierf in 2018 op 51-jarige leeftijd in het VU medisch centrum in Amsterdam. Postuum werd hem de Ida Gerhardt Poëzieprijs toegekend. De jury beschouwde zijn bundel Slordig met geluk als zijn 'beste bundel ooit, zijn zwanenzang'.
In 2019 verschenen zijn Verzamelde gedichten, samengesteld door Neeltje Maria Min en Rob Schouten.
Een boek over Wigman, De wereld van Wigman werd in 2023 uitgegeven door Uitgeverij De Weideblik. Het werd samengesteld door Kiki Coumans, en bevat bijdragen van Rob Schouten, Willem Thies en Vrouwkje Tuinman.
Menno Wigman was de drummer van Human Alert.

## Prijzen
- 2002 - Gedichtendagprijs voor het gedicht Misverstand uit Zwart als kaviaar
- 2002 - Jan Campert-prijs voor de bundel Zwart als kaviaar
- 2012 - Awater Poëzieprijs voor de bundel Mijn naam is Legioen
- 2015 - A. Roland Holst-Penning, oeuvreprijs
- 2016 - Ger Fritz-Prijs voor het gedicht Gestript gedicht [7]
- 2018 - Ida Gerhardt Poëzieprijs voor de bundel Slordig met geluk

### Postuum verschenen
- 2019 - Verzamelde gedichten (samenstelling Neeltje Maria Min en Rob Schouten)[8]